# Karmadu, Virajpet
Karmadu là một làng thuộc tehsil Virajpet, huyện Kodagu, bang Karnataka, Ấn Độ.